# Guillaume du Vair

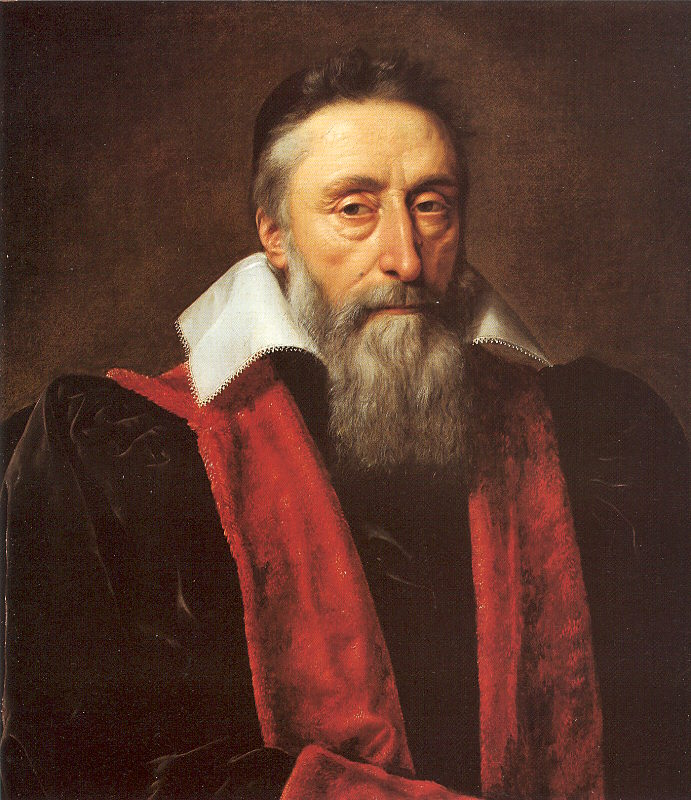
Guillaume du Vair

Guillaume du Vair (* 7. März 1556 in Paris; † 31. August 1621 in Tonneins, Aquitanien) war ein französischer Essayist und Staatsmann.

## Leben
Vair wurde 1584 Parlamentsrat und beeinflusste das politische Geschehen am Ende der Hugenottenkriege. 1593 befürwortete er die Anerkennung Heinrichs IV. als französischer König, falls dieser zum Katholizismus übertreten sollte. Später fuhr Vair im diplomatischen Dienst nach England, diente als Gouverneur in der Provence und wurde 1619 Bischof von Lisieux. Vair schrieb mehrere Essays, in denen er das Christentum mit der Moral der antiken Stoa in Einklang bringen wollte. Sein Werk zeichnete sich durch klaren Stil aus und beeinflusste René Descartes und Blaise Pascal, die großen Philosophen des 17. Jahrhunderts. De la constance et consolation des calamités publiques (1593) war ein Dialog über den Glauben in der Not. Vair schrieb auch einen Aufsatz über die französische Sprache: De l’Éloquence françoise (Paris 1595). Er war ein Freund von François de Malherbe.